# Astère-Michel Dhondt
Astère Michel Dhondt (12 oktober 1937) is een Nederlandse schrijver van Belgische afkomst.
Dhondt ook bekend onder pseudoniemen als Michel Dhondt, Markies van Carabas, Troubadour en de Landarbeider, werd geboren te Machelen-aan-de-Leie op 12 oktober 1937. Van 1962 tot 1968 woonde hij in Gent, waar ook zijn eerste roman, God in Vlaanderen, zich afspeelt. In 1968 verhuisde hij naar Amsterdam. Sinds 1980 woont hij in Maastricht. In 1975 verwierf hij de Nederlandse nationaliteit.
Dhondt is openlijk pedofiel, een thema dat ook in zijn werk veel voorkomt.

## Publicaties
- De ceremonie, toneelspel. In: Yang 16 (nov. 1965), 17 (jan. 1966) en 18 (mei 1966).
- Een zondag in mei. In: Tirade, mei juni 1966.
- Na het spel. In: De Vlaamse Gids, mei 1966.
- Kroniek van de roman, 4. Terug naar Oegstgeest. In: Kentering, aug.-sept. 1966.
- In een Romaans klooster. (tweede versie) In: Podium, september 1967.
- In een Romaans klooster. (oorspronkelijke versie) In: Tirade, oktober 1967.
- De pers en Dhondt, analytisch document van de persreacties verschenen over de drie paarse boeken van Astère Michel Dhondt God in Vlaanderen, Zeven geestige knaapjes en De wilde jacht, samengesteld door de schrijver. Yand Kahier, oktober 1968.
- Grafschriften uit de tijd van keizerinnen en keizers (met foto's). In: Podium, maart-april 1969. Timing. In: Hollands Maandblad, november 1970.
- Hongarije. In: Maatstaf, december 1970.
- Vier bouwstukken. In: Raam, december 1971.

## Prijzen
- 1966 - Arkprijs van het Vrije Woord
- 1966 - Nestor De Tièreprijs